# 代森多夫
代森多夫是德国巴登-符腾堡州的一个市镇。总面积2.44平方公里，总人口1589人，其中男性784人，女性805人（2011年12月31日），人口密度651人/平方公里。